# Bayerisches Zentrum für Politische Theorie
Das Bayerische Zentrum für Politische Theorie (BAYPOL) ist eine gemeinsame Forschungseinrichtung der Universitäten Eichstätt-Ingolstadt, Erlangen-Nürnberg, Passau und Regensburg. 
Seine Aufgaben bestehen in der institutionellen Vernetzung sowie gemeinsamer Forschung und Lehre auf dem Gebiet der Politischen Theorie. Zur Förderung wissenschaftlichen Nachwuchses ist ihm unter anderem ein eigenes Promotionskolleg angegliedert.

## Gründung
Das Zentrum wurde am 17. Juli 2008 auf Initiative der Hochschullehrer Manfred Brocker, Karlfriedrich Herb, Clemens Kauffmann und Barbara Zehnpfennig gegründet. Nach eigener Aussage beabsichtigte man damit den Grundgedanken des bayerischen „Innovationsbündnis Hochschule 2008“ im Bereich der Politischen Wissenschaft in die Praxis umzusetzen.
Ein wichtiger Beweggrund für die Gründung war die Vernetzung der komplementären fachlichen Ausrichtung der beteiligten Hochschulstandorte zum Zwecke gemeinsamer Forschung und Lehre auf den Gebieten der Politischen Theorie, der Politischen Philosophie und der Politischen Ideengeschichte. Mit dem Zentrum für Politische Theorie besitzen die beteiligten bayerischen Universitäten – nach Urteil seines Vorstandes – ein Alleinstellungsmerkmal in der deutschsprachigen Universitätslandschaft.
Sitz des Zentrums ist die Universität des jeweiligen Vorstandssprechers, von 2008 bis 2011 fungierte Clemens Kauffmann als Gründungssprecher. Der Beitritt zum Zentrum für Politische Theorie steht anderen Hochschullehrern und Universitäten offen.

## Tätigkeit

### Aufgaben und Ziele
Neben der grundlegenden Intention, Forschungs- und Lehrkompetenzen durch interuniversitäre Vernetzung zu erweitern und zu stärken, liegt die Aufgabenstellung des Zentrums vor allem in folgenden Bereichen: Koordinierung von Forschungsvorhaben, Stärkung von Interdisziplinarität, Intensivierung der Kommunikation zwischen Politischer Wissenschaft, praktischer Politik, Wirtschaft und Gesellschaft, Förderung des wissenschaftlichen Austausches, einerseits zwischen Hochschullehrern sowie andererseits mit Doktoranden innerhalb des gemeinsamen Faches, sowie Einrichtung interuniversitärer Studiengänge (v. a. auf Master-Ebene) im Bereich der Politischen Theorie.

### Aktivitäten
Im Rahmen dieser Aufgabenstellung hat das Zentrum in den vergangenen Jahren beispielsweise wiederholt wissenschaftliche Vorträge und Vortragsreihen an den beteiligten Hochschulen organisiert und dient regelmäßig als Dachorganisation für universitätsübergreifende Lehrveranstaltungen. Daneben ist ihm ein eigenes Doktorandenkolleg angegliedert. Das Zentrum übernimmt des Weiteren auch die Organisation wissenschaftlicher Tagungen im Bereich der Politischen Theorie.

## Promotionskolleg
Ursprünglich hervorgegangen ist das Zentrum aus einem gemeinsamen Promotionskolleg der am Zentrum beteiligten Universitäten, dass im Jahr 2006 eingerichtet wurde und als dessen „institutionelle Weiterentwicklung“ es angesehen werden kann. Mit dem „Bayerischen Promotionskolleg Politische Theorie“ wird die Idee verfolgt, die Förderung wissenschaftlichen Nachwuchses dieses politikwissenschaftlichen Teilfaches zum Gegenstand eines strukturierten Promotionsprogramms zu machen.
Zielsetzung ist es, eine „anspruchsvolle und hochqualitative Ausbildung der Promovenden mit hoher Betreuungsintensität und engster Forschungsanbindung“ langfristig zu gewährleisten.
Die Organisation des Kollegs liegt weitgehend in Händen der Promovierenden, die beteiligten Hochschullehrer haben gemeinsam die wissenschaftliche Leitung inne. Seit 2006 hält das Promotionskolleg – mit Unterstützung verschiedener Förderer – in der Regel mehrmals jährlich Tagungen ab.